# Jarmila Kröschlová
Jarmila Kröschlová (née le 19 mars 1893 à Prague, en Autriche-Hongrie ; morte le 9 janvier 1983  à Prague, en Tchécoslovaquie) était une chorégraphe, danseuse et théoricienne de la danse expressionniste.

## Biographie
Jarmila Kröschlová fut une élève d'Émile Jaques-Dalcroze. Elle combina les rythmes de la gymnastique et du système de Bess M. Mensendieck pour créer sa propre théorie de la danse.
En 2013 s'est tenu un symposium à l'HAMU (cs) au sujet de son œuvre.

## Galerie

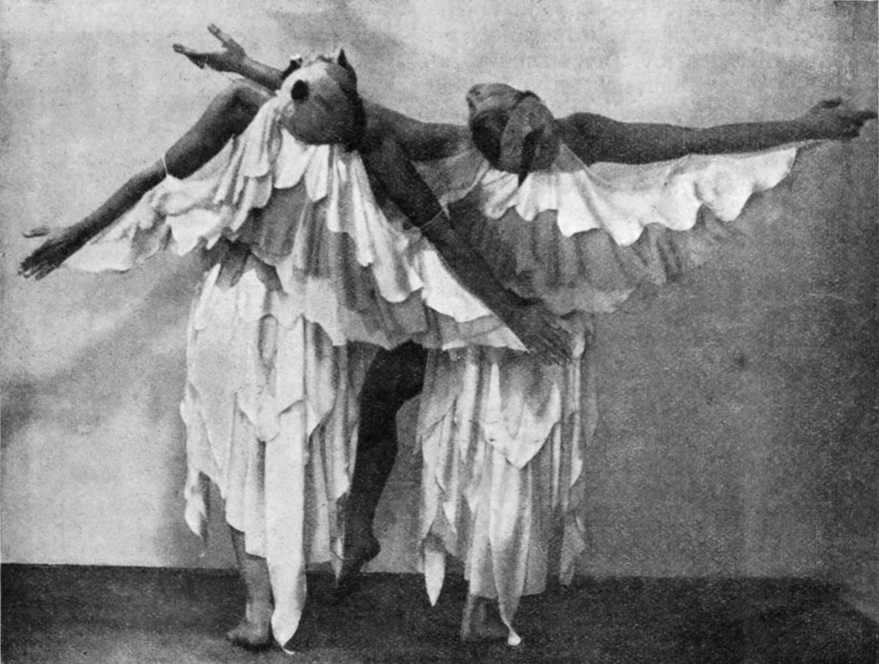
Au déclin d'une journée torride, musique de Václav Smetáček, chorégraphie de  Jarmila Kröschlová

## Chorégraphies
- 1927 : La Revue de cuisine de Bohuslav Martinů. Ballet en 10 mouvements. - Titre alternatif : Pokušení svatoušká hrnec. Commande de Božena Neběská. Livret de Jarmila Kröschlová[3].
- 1932 : Au déclin d’une journée torride (V podvečer parného dne) de Václav Smetáček,  chorégraphie de  Jarmila Kröschlová[4]

## Textes
- Movement Theory and Practice, Jarmila Kröschlová, livre de poche, 344 pages, 2000, Currency Press Pty Ltd  (ISBN 978-0-86819-577-3 et 0-86819-577-4)